# 教宗美基德
教宗聖米迪（拉丁語：Sanctus Miltiades PP.；？—314年1月10日）是一位於311年至314年在位的天主教教宗。羅馬皇帝君士坦丁一世和李錫尼在米迪在任期間於313年透過《米蘭敕令》給予基督教在羅馬帝國的合法地位。除此之外，米迪獲得了法烏斯塔皇后的皇宮，用作興建拉特朗宮及成為教宗的住所。在迦太基教會出現分裂期間，米迪在313年舉行的拉特朗大公會議裡譴責多納圖斯派多納圖斯·馬格努斯提出「叛教的主教和神父可以重新領洗」之教義。米迪於314年1月10日辭世。

## 背景
米迪出生日期不詳，他有可能是一名柏柏人。《教宗名錄》顯示他是非洲人，然而有學者表示他或許是一名羅馬人。米迪和他的繼任人教宗思維一世均在教宗才林任內擔任神職人員。有人指才林和他均有叛教，但希波的奧斯定否定了這個説法。這個説法源自一封由多納圖斯派的君士坦丁主教佩蒂利亞努斯於400年至410年期間所寫的信，信中表示才林、米迪和思維一世放棄使用經文及在神像面前獻香。

## 出任教宗期間
羅馬皇帝伽列里烏斯於311年4月在薩爾季卡（現位於保加利亞索菲亞）簽署《寬容詔諭》，正式將迫害基督徒的戴克里先迫害終結。
馬克森提烏斯皇帝將教宗恩彪放逐到西西里島。根據《立柏目錄》，恩彪被放逐後於309年或310年8月17日去世。教宗之位因而懸空。根據同一目錄，米迪於311年7月2日當選教宗。宗座出缺完結。米迪當選教宗後，馬克森提烏斯皇帝將在戴克里先迫害期間被沒收的教會物業歸還。不過，馬克森提烏斯管轄的一些範圍或許沒有收到他的命令。
《教宗名錄》中指出米迪在任期間引入了一些守則，例如他禁止於星期四和星期日禁食。這些守則後來變成傳統，然而後來的人認為這些守則或許在米迪在位之前已經出現。米迪亦規定每間位於羅馬的聖堂都會收到一些經教宗祝聖的餅（這種行為稱為「聖餅運送」），作為合一的象徵。
君士坦丁一世於312年在米爾維安大橋戰役中擊敗馬克森提烏斯，取得羅馬帝國西部的控制權。君士坦丁將法烏斯塔皇后的皇宮送給教宗，這座皇宮會用來興建拉特朗宮以及成為教宗居所。
米迪是君士坦丁大帝任內的首位教宗，而君士坦丁大帝則在米迪在位期間令教會變得和平。君士坦丁一世和羅馬帝國東部的皇帝李錫尼於313年2月透過《米蘭敕令》而同意將對基督教的寬容延伸到李錫尼的領土。基督徒結果除了可以重獲崇拜的自由，亦能夠重新使用原本供基督徒崇拜的地方和獲得被沒收的財產。

### 拉特朗會議
米迪在位教宗期間，迦太基教會因為凱其里安努斯當選主教而分裂為凱其里安努斯派和多納圖斯派。羅馬方面支持凱其里安努斯派，而多納圖斯派則由來自北非的神職人員組成。多納圖斯派要求裂教徒和異教徒在出任神職之前需要重新領洗和晉鐸，托馬斯·M·芬恩（Thomas M. Finn）指此要求是多納圖斯派和天主教分裂的核心原因。多納圖斯派的支持者向君士坦丁一世申訴並要求他指派高盧的各法官作出裁決。君士坦丁一世同意他們的請求並委任米迪和3名高盧的主教解決糾紛，約翰·奧馬利（John O'Malley）指這是羅馬帝國皇帝首次干預教會事務。雖然米迪不願意主持一個結果未明的會議，但是他不想破壞與君士坦丁一世的關係。故此，他轉而舉行一個教會會議並額外多讓15名意大利主教參與其中。
這場拉特朗會議於313年10月2日至4日舉行，為期3天。會議以羅馬民事訴訟程序進行，而米迪堅持會議要嚴格執行有關舉證和論據的規定。多納圖斯派因此感到灰心而沒有呈上他們的案子，其後他們退出這場會議。米迪於是以多納圖斯派缺席會議為由裁定凱其里安努斯派勝訴。這場會議因而進行了3期便完結。教宗繼續讓凱其里安努斯出任迦太基的主教，並譴責多納圖斯派有關「叛教的主教和神父可以重新領洗」的教義。然而這個對多納圖斯派不利的裁決未能阻止多納圖斯派在非洲繼續發揚。
多納圖斯派再次向君士坦丁一世上訴，於是他舉行亞爾會議。當這場會議開始的時候，米迪已經去世。思維一世接任教宗。這場會議得出的決定跟米迪的裁決一樣，多納圖斯派仍然敗訴。米迪死後葬於亞壁古道嘉禮地下墓穴，後來他獲敬奉為聖人。發佈《米蘭敕令》的李錫尼因為迫害基督徒（例如解僱擔任公職的基督徒、禁止他們開會和縱容其他人處決基督徒）而於320年違反了該敕令。君士坦丁一世於是和他展開內戰並於324年將李錫尼擊敗。

## 敬奉
根據《葉理諾殉道聖人錄》，4世紀時的米迪瞻禮日是1月10日。根據《羅馬天主教聖人曆》，米迪的瞻禮日於13世紀時是12月10日。1969年，《羅馬天主教聖人曆》將米迪的瞻禮日繼續定為12月10日，但將瞻禮日的性質改為地區禮儀日。此外，聖人曆亦將他的「殉道者」稱號去除。他的瞻禮日後來改回為1月10日。

## 腳註及參考文獻

### 腳註
1. ↑  Serralda & Huard, 1984, p. 68.
2. 1 2 3 4 5  Kirsch, J.P. . The Catholic Encyclopedia. New York: Robert Appleton Company. 1911  [2018-08-17]. （原始内容存档于2018-08-17） –New Advent （英语）.
3. ↑  Loomis, 1916, p, 40.
4. ↑  Ember, Ember & Skoggard, 2005, p. 16.
5. 1 2 3 4 5 6  Levillain, 2002, p. 993.
6. ↑  Kirsch, J.P. . The Catholic Encyclopedia. New York: Robert Appleton Company. 1910  [2018-08-17]. （原始内容存档于2018-08-17） –New Advent （英语）.
7. ↑  Lefebure, 2016, p. 127.
8. ↑  Gibbon, 2008, pp. 128 & 132.
9. ↑  Kahlos, 2009, pp. 33 & 160.
10. ↑  Kirsch, J.P. . The Catholic Encyclopedia (New York: Robert Appleton Company). 1909. （原始内容存档于2018-08-17） –New Advent （英语）.
11. 1 2  Green, 2010, p. 219.
12. ↑  De Clerq, 1954, p. 143.
13. ↑  Pohlsander, 2004, p. 25.
14. ↑  Magness, 2012, p. 321.
15. 1 2 3 4  O'Malley, 2009, p. 31.
16. ↑  White, 2007, pp. 55-56.
17. ↑  Burris, 2012, pp. 74-77.
18. ↑  Finn, 2004, p. 112.
19. 1 2 3  Burris, 2012, p. 78.
20. 1 2  Malveaux, 2015, p. 115.
21. 1 2  Burris, 2012, p. 79.
22. ↑  Lenski, 2012, p. 75.
23. ↑  Calendarium Romanum, 1969, pp. 147-148.
24. ↑  Martyrologium Romanum, 2001, p. 797.